# 太山寺安養院庭園

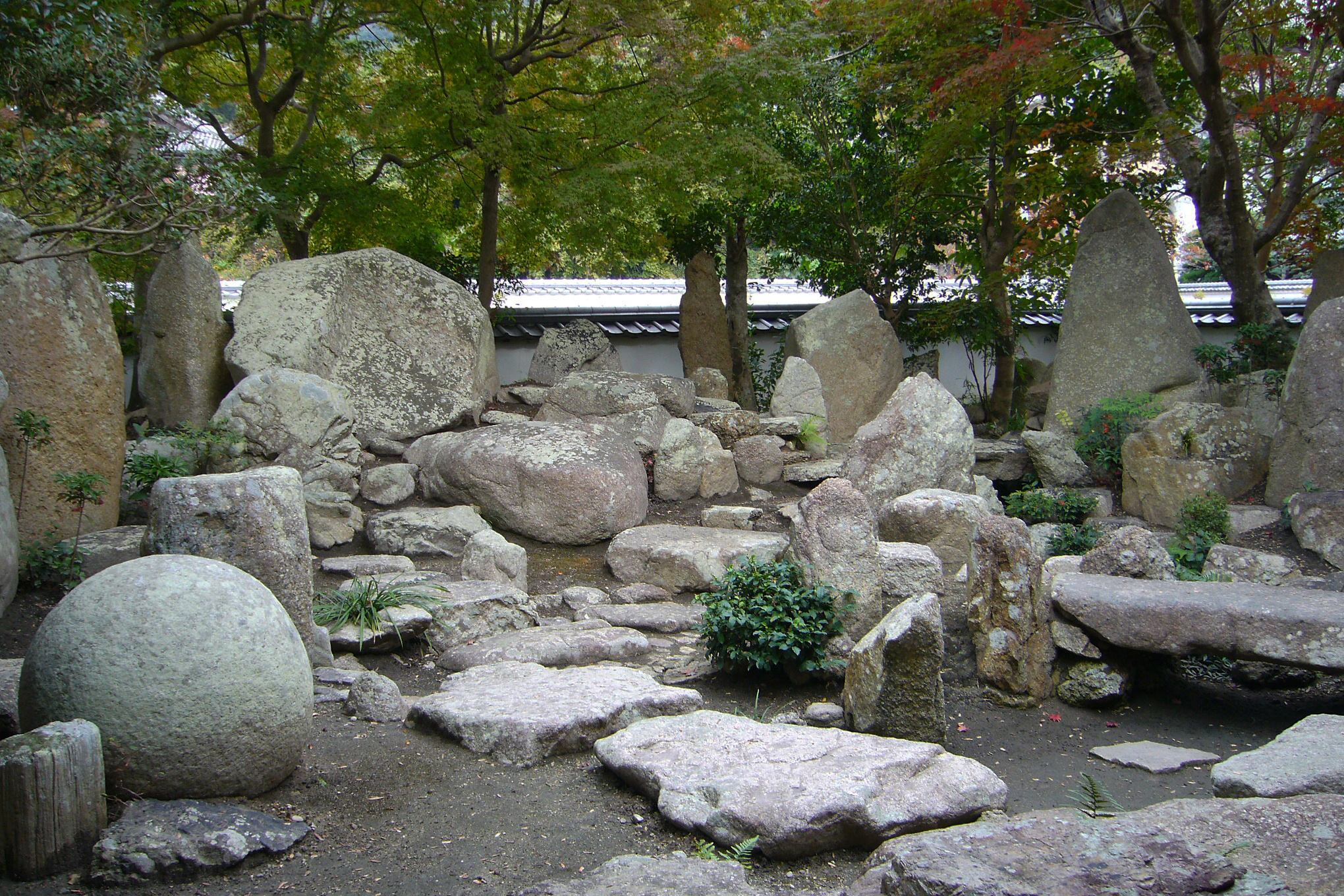
中央奥左が蓬莱石

安養院庭園（あんよういんていえん）は、兵庫県神戸市西区に所在する日本庭園。国の名勝（1980年2月19日指定）。

## 概要
奈良時代創建の古刹太山寺塔頭寺院の一つである安養院に安土桃山時代、八葉蓮華と賛えられる三身山を借景として作庭された枯山水の書院前庭で、龍安寺方丈石庭など多くの枯山水庭園にみられる砂庭式枯山水ではなく、蓬萊神仙思想を豪壮な石組みで表現した枯池式枯山水である。
書院は神戸市北区にあった江戸時代中期（1730年代）築の茅葺民家2棟を移築し連結したもので、景色に溶け込み静かなたたずまいをみせている。

## 主な石組・巨石
- 蓬莱石
- 亀石組
- 鶴石組
- 亀島
- 亀頭石（2石）
- 石橋（2石）
- 洞窟石組
- 瀧石組（3組） - 太山寺境内には自然滝である雄滝、雌滝、照明滝が実在する
- 遠山石（4石）
- 仏手石手水鉢 - 手形が彫られており、水を手の中央に流せば人差し指と中指の間から流れて岩の裏に抜ける

## 拝観情報
「太山寺」バス停の直ぐ前に太山寺仁王門があり、安養院は仁王門から中門に向かう参道沿いにある（徒歩5分）。庭園と書院は1996年（平成8年）秋から期間を限定して一般に公開しており、希望者は和菓子と抹茶の接待をうけることができる（有料）。
公開期間
- 1月1日 - 1月3日
- 4月26日 - 5月5日
- 11月1日 - 11月30日

## 所在地
- 〒651-2108 兵庫県神戸市西区伊川谷町前開

## 交通アクセス
- 神戸市営地下鉄西神延伸線 学園都市駅 徒歩25分
- 神戸市営地下鉄西神延伸線 伊川谷駅から神姫バス14系統「大山寺」行きまたは「名谷駅」行きで7分、「太山寺」下車徒歩
- 神戸市営地下鉄西神線 名谷駅から神姫バス14系統「明石」行きで18分、「太山寺」下車徒歩
- JR東海道本線 明石駅から神姫バス14系統「大山寺」行きまたは「名谷」行きで35分、「太山寺」下車徒歩

## ギャラリー

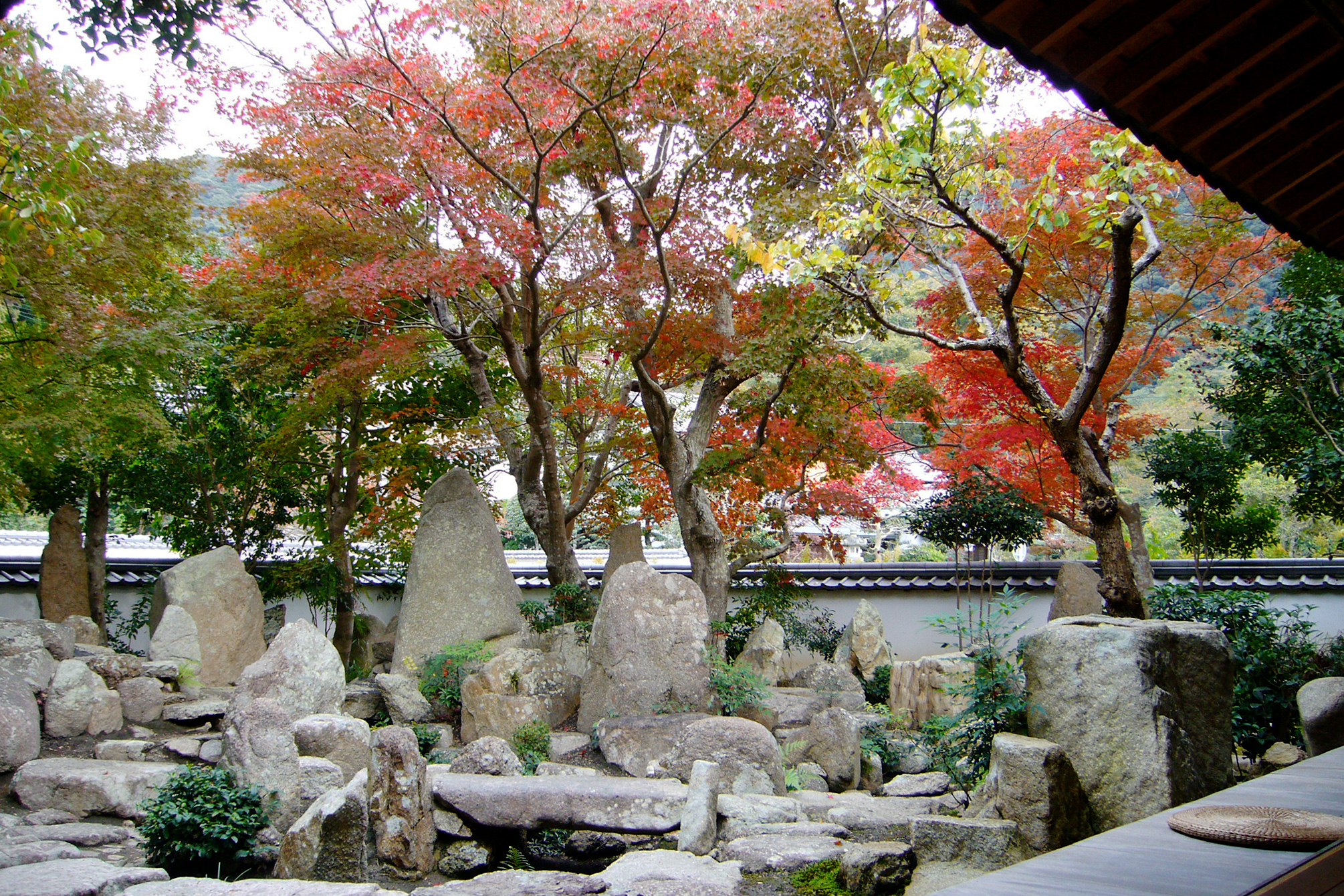
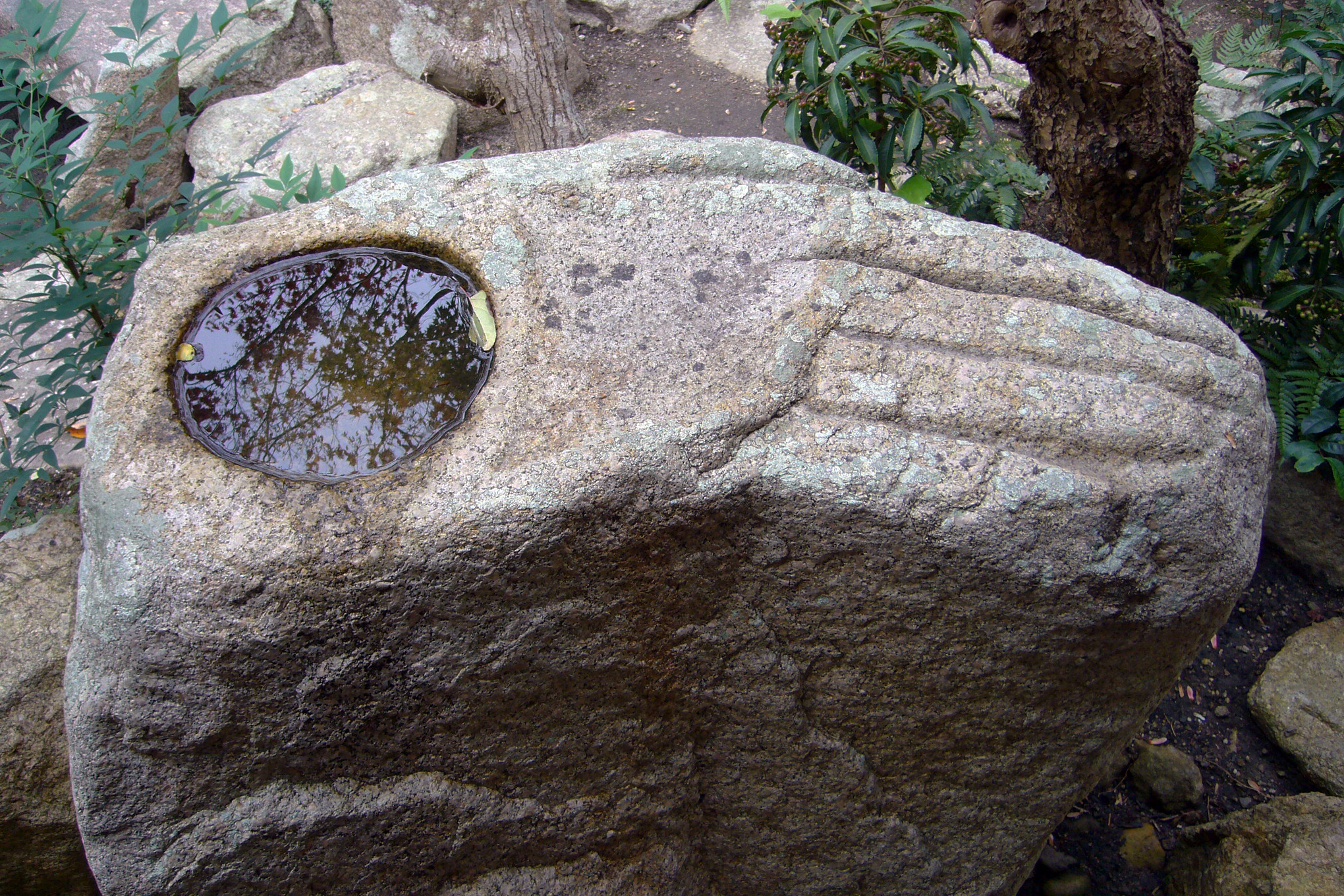
仏手石手水鉢
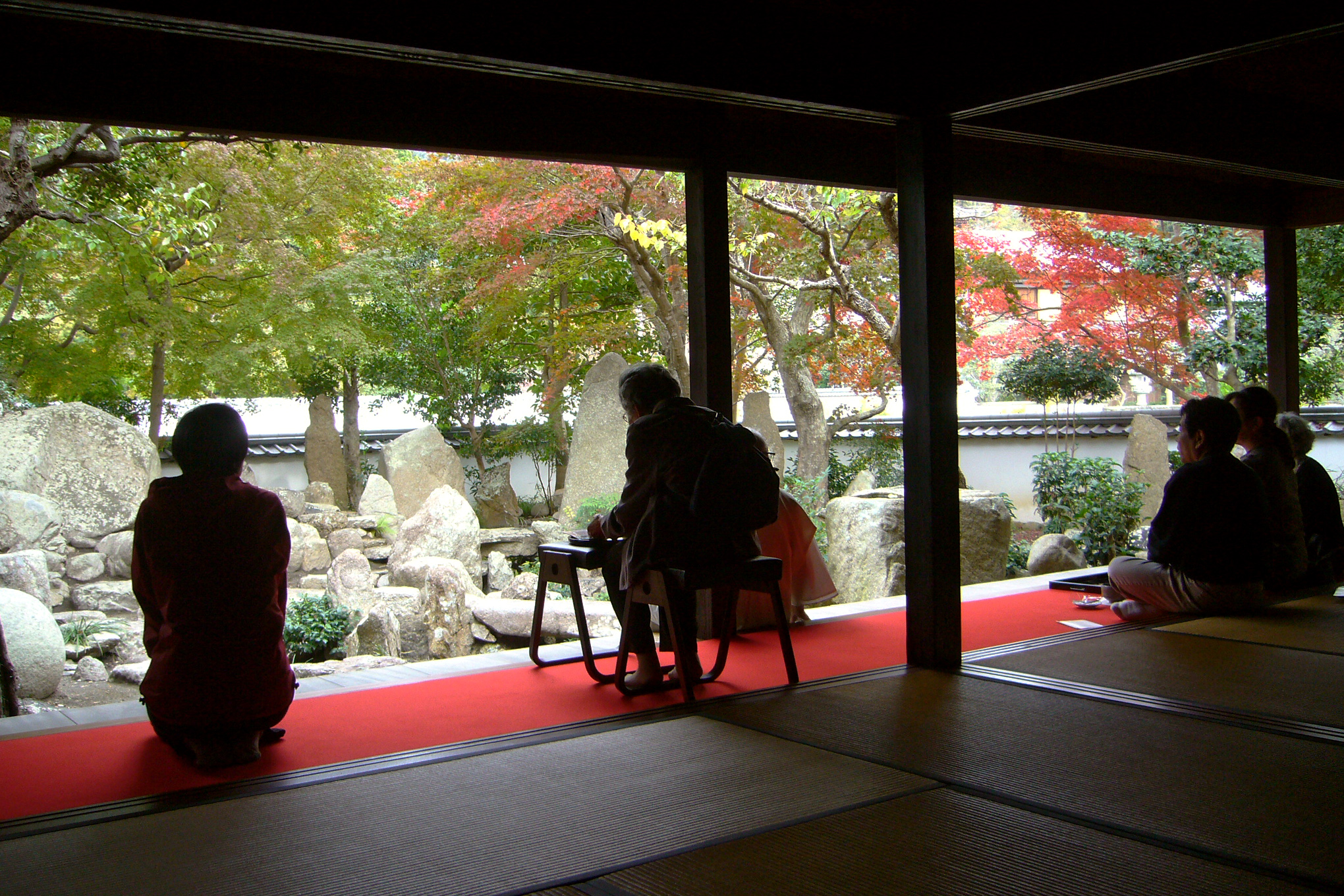
座視する人々
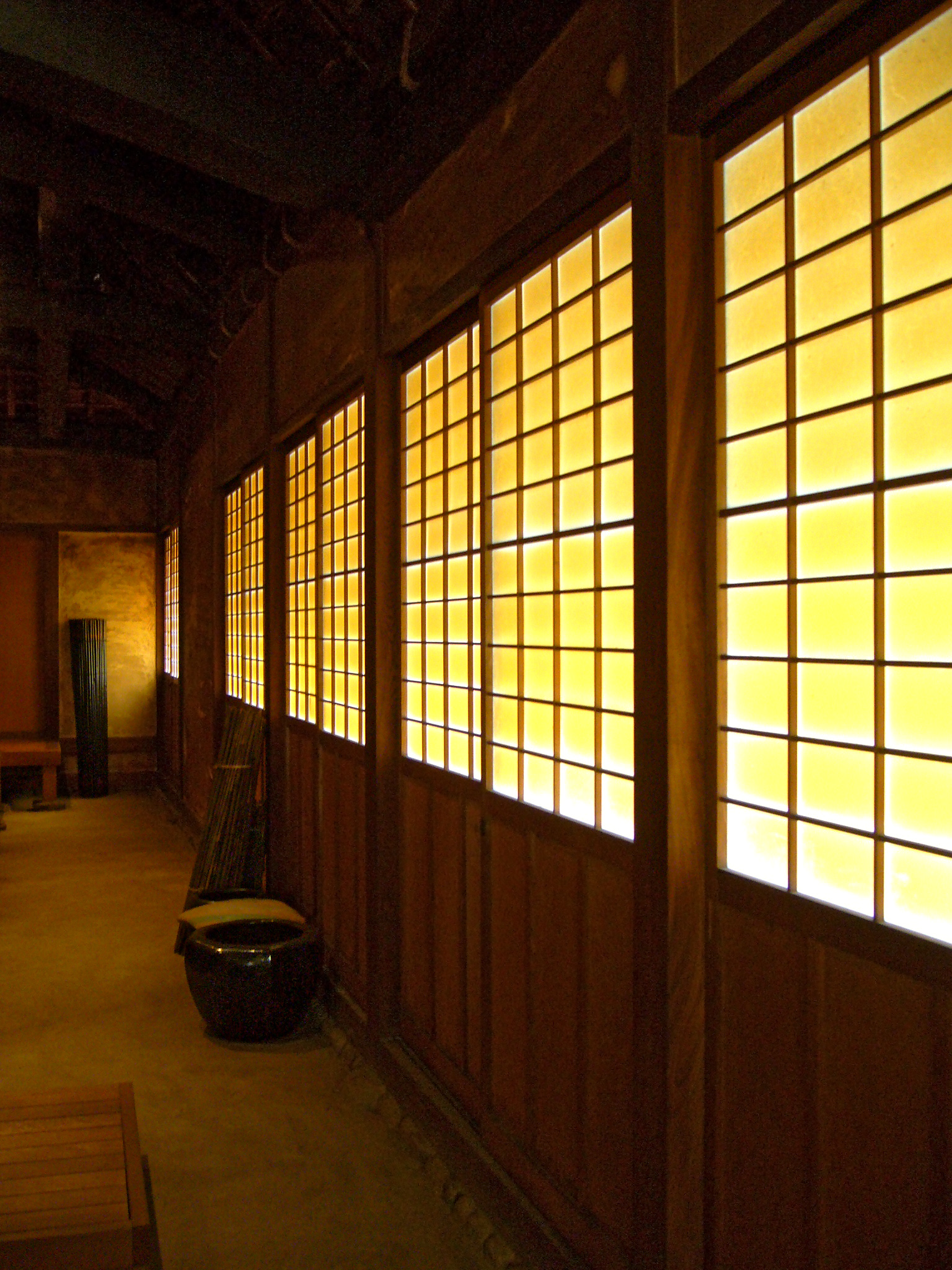
書院内部

## 周辺
- 太山寺
- 太山寺成就院庭園
- 太山寺温泉
- 如意寺